# Moonlight (Sting-Lied)
Moonlight ist ein Lied von Sting, das von Alan Bergman, Marilyn Bergman und John Williams als Filmsong für den Film Sabrina (1995) geschrieben wurde. Das Lied wurde unter anderem für die Oscarverleihung 1996 für den Oscar als besten Filmsong nominiert.
Auf dem im Dezember 1995 veröffentlichten Soundtrackalbum war Moonlight das zweite Stück. Sting nahm das Lied 1997 in das Kompilationsalbum At the Movies auf.

## Auszeichnungen und Nominierungen
- Golden Globe Awards 1996: Nominierung von Alan Bergman, Marilyn Bergman und John William für den besten Filmsong.[3] Die Auszeichnung ging an Alan Menken und Stephen Schwartz für Colors of the Wind aus Pocahontas.[4]
- Oscars 1996: Nominierung für den Oscar für den besten Filmsong. Der Oscar ging an Alan Menken und Stephen Schwartz für Colors of the Wind aus Pocahontas.[5]
- Grammy Awards 1997: Nominierung von Alan Bergman, Marilyn Bergman und John William für den Grammy Award for Best Song Written Specifically for a Motion Picture or for Television. Die Auszeichnung ging an Diane Warren für Because You Loved Me aus Aus nächster Nähe[6]